# دینان (روستا)
دینان یکی از محله‌های شهر درچه استان اصفهان در ۱۱ کیلومتری مرکز شهر اصفهان و در جنوب غربی شهر درچه، یکی محله‌های این شهر می‌باشد. دینان از ۶ محله: سادات، مقنی‌ها، قلعه پایین، قلعه میان، قلعه مسجد ، لورک  و از ۱۵ صحرا به نام‌های: میاندوآب، گارویه، مَرقیا، حبیب‌الله، نجّارها، لار، گودارسی، گودارمیدی، گودارهو، در یخچال، اسفناجی، پاکوره، چهارپل‌ها و میان جوبی تشکیل شده‌است.
از شرق با محله احمدآباد و درب امامزاده جزین، از شمال شرق با محله سجادیه (لورک) ، از شمال غرب با کمربندی پرفسور دینانی، از غرب با محله ولاشان و از جنوب با محله فودان و شهرستان فلاورجان همسایه است.
تاریخ دینان
دینان در گذشته‌های دور بیش از هزار سال پیش، قلعه ای بوده به نام قلعه گارویه که امروزه اثری از آن باقی نمانده‌است.
برج دیده بانی دینان مربوط به دوران ایلخوانی بوده است که در سال ۱۳۷۳ تخریب گردیده است
برج کبوتر خانه نایب نوروزعلی خان دینانی به دوره صفویان باز می گردد. 

## موقعیت جغرافیایی
دینان در جنوب غربی شهر اصفهان و به فاصله ۱۳ کیلومتری مرکز این شهر قرار دارد. دینان با مساحتی حدود ۲۰۰ هکتار واقع در شهر ساحلی درچه پیاز است. و با تهران حدود ۴۳ ثانیه اختلاف زمان دارد. دینان در دشتی مسطح واقع شده‌است و شیب در همه مناطق روستا یکسان نیست؛ و در بین ۳ عارضه طبیعی کوه شیری (سفید)، کوه صفه و رشته کوه‌های کلاه قاضی (شاه کوه) قرار دارد.

## جمعیت
در سر شماری نفوس و مسکن سال ۱۳۸۵ دینان ۷۸۶۱ نفر جمعیت داشته که با در نظر داشتن رشد جمعیت فعلی و سر شماری سال ۱۳۹۷ جمعیت این روستا را حدود ۱۰۸۴۱ نفر ذکر کرده‌اند. که امروزه می‌توان به بیش از ۱۱ هزار نفر تخمین زد. دینان از نظر جمعیت و مساحت بزرگترین محله در شهر درچه می‌باشد. در این محل بیش از ۳۷۰۰ خانوار ساکن هستند، با بیش از ۳۰۰۰ خانه مسکونی 
دکتر غلامحسین ابراهیمی دینانی
حاج علی جعفری دینانی (جیهون) وی از اساتید بزرگ شعر و سبک تعزیه به نام جیهون اصفهانی در ایران است.

اداره آمار و سرشماری استان اصفهان (نفوس و مسکن) 